# Legendrena spiralis
Legendrena spiralis är en spindelart som beskrevs av Norman I. Platnick 1995. Legendrena spiralis ingår i släktet Legendrena och familjen Gallieniellidae.
Artens utbredningsområde är Madagaskar. Inga underarter finns listade i Catalogue of Life.